# Диалло, Омар
Омар Диалло (фр. Omar Diallo; род. 28 сентября 1972, Дакар) — сенегальский футболист, вратарь.

## Клубная карьера
Карьера Диалло началась в Дакаре. В 1992 году в «Диараф», в возрасте 19 лет, он дебютировал в премьер-лиге Сенегала, став первым сенегальским футболистом дебютировавшим в 19 лет. Его первый успех пришел через год, когда он выиграл премьер-лигу в Сенегале, достижение, которое было повторено в 1993 и 1994 годах. В конце того же года он отправился в Марокко, чтобы стать игроком столичного «Раджа». Позже он отправился в «Олимпик» из Хурибги. В составе марокканского клуба стал чаще выступать за сенегальскую сборную. После выступления «Львов Теранги» на чемпионате мира 2002 Диалло вернулся в «Диараф». В сезоне 2004/2005 отправился в Турцию, где подписал контракт с «Сакарьяспором». Диалло сыграл только 9 матчей, а клуб вылетел из турецкой Суперлиге. Он вернулся в Сенегал в 2005 для своего второго возвращения в «Диараф», где через 2 года завершил карьеру футболиста.

## Международная карьера
Дебют за национальную сборную Сенегала состоялся в 1996 году. Включался в состав сборной на Кубки африканских наций (2000 в Гане и Нигерии, 2002 в Мали и 2004 в Тунисе) и на чемпионат мира 2002 в Южной Корее и Японии. Всего Диалло сыграл 32 матча на международной арене.